# ویلیام هانلی
ویلیام هانلی (انگلیسی: William Hanley; ۲۲ اکتبر ۱۹۳۱ – ۲۵ مهٔ ۲۰۱۲) نویسنده اهل ایالات متحده آمریکا بود.
وی همچنین برندهٔ جوایزی همچون جوایز امی ساعات پربیننده و جایزه ادگار شده‌است.